# Sciophila setiterminata
Sciophila setiterminata är en tvåvingeart som beskrevs av Mitsuhiro Sasakawa 1994. Sciophila setiterminata ingår i släktet Sciophila och familjen svampmyggor. Inga underarter finns listade i Catalogue of Life.